# سیارک ۸۶۶۱
سیارک ۸۶۶۱ (به انگلیسی: 8661 Ratzinger، نامگذاری:1990TA13) هشت هزار و ششصد و شصت و یکمین سیارک کشف شده‌است که در ۱۴ اکتبر ۱۹۹۰ کشف شد.
قدر مطلق سیارک برابر ۱۲٫۶۰ است.